# Ken Vanmarcke
Ken Vanmarcke (né le 11 septembre 1982 à Courtrai) est un coureur cycliste, directeur sportif et entraîneur de cyclisme belge. Coureur jusqu'en 2010, il est ensuite devenu entraîneur et directeur sportif au sein d'équipes cyclistes professionnelles à partir de 2015. Il est actuellement directeur sportif de l'équipe Cannondale-Drapac, dans laquelle il dirige entre autres son frère Sep Vanmarcke.

## Biographie
Ken Vanmarcke commence le cyclisme en 1997, en catégorie débutants. Il reste coureur jusqu'en 2010 et remporte notamment la Course des chats, à Ypres, en 2008 devant son frère Sep.
Après avoir arrêté le cyclisme en compétition, il reste un partenaire d'entraînement pour son frère, puis suit des cours au VTS BLOSO afin d'obtenir un diplôme d'entraineur.
En 2015, il intègre l'équipe néerlandaise Lotto NL-Jumbo, dont est membre Sep, en tant que directeur sportif. Il quitte cette équipe en fin d'année pour devenir entraineur de l'équipe continentale néerlandaise SEG Racing Academy.
En 2017, il retrouve son frère au sein de l'équipe Cannondale-Drapac, dont il devient l'un des directeurs sportifs et entraîneurs.

## Palmarès
- 2007
  - 2e du Mémorial Philippe Van Coningsloo
- 2008
  - Course des chats
  - Coupe Egide Schoeters
- 2010
  - 3e de Gand-Staden

## Classements mondiaux
| Année           | 2007 |
| --------------- | ---- |
| UCI Europe Tour | 522e |